# Maximilian zu Salm-Salm

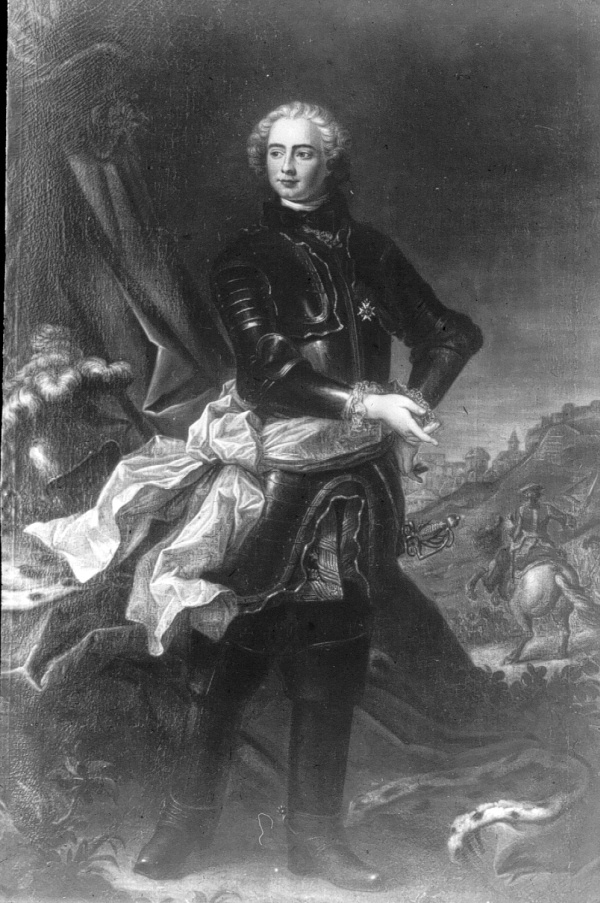
Maximilian zu Salm-Salm

Maximilian Friedrich Ernst von Salm-Salm (* 28. November 1732 auf Schloss Anholt; † 14. September 1773 in Antwerpen) war Fürst zu Salm-Salm, Herzog von Hoogstraten, Träger des Goldenen Vlieses, Ritter des kurpfälzischen Hubertusordens und des Maria-Theresia-Ordens. Er war kaiserlich- und königlicher Kämmerer, Gouverneur der Festung Luxemburg, kaiserlicher Feldmarschallleutnant und  Feldmarschall-Leutnant des Oberrheinischer Reichskreis.
Seine Eltern waren Fürst Nikolaus Leopold zu Salm-Salm und dessen Ehefrau Dorothea Franziska Agnes von Salm (1702–1751).

## Leben
In seiner Jugend war er Mitglied des Malteser-Ordens, wechselte dann aber auf eine Stelle als Domicellar im Erzstift Köln. Er verließ den geistigen Stand und wurde Hauptmann des kaiserlichen Infanterie-Regiments Nr. 14 „Graf Salm“, in dem sein Vater Regimentschef war. 1755 wurde er Oberstleutnant, 1758 Oberst und am 26. Februar 1763 General-Feldwachtmeister.
Bereits am 2. Februar 1749 erhielt er den  kurpfälzischen Hubertus-Orden und am 4. Dezember 1758 den Maria-Theresia-Orden. 
Während des Siebenjährigen Krieges kämpfte er in der Schlacht bei Kolin, wobei er verwundet wurde. Im Jahr 1759 geriet er bei einem Gefecht bei Asch in preußische Kriegsgefangenschaft.
Nach dem Tod seines Vaters kam es zu Erbstreitigkeiten, welche die Reichsgerichte beschäftigten. Am 5. Juli 1771 gab es in Paris einen Vergleich. Er erhielt das Herzogtum Hoogstraten, sein älterer Bruder Ludwig zu Salm-Salm hingegen die alleinige Regierungsgewalt über das Fürstentum Salm-Salm. Als der ältere Bruder ohne Erben starb, wurde Maximilians Sohn Konstantin zu Salm-Salm alleiniger Fürst zu Salm und Salm-Salm. Am 30. November 1772 wurde er zudem Träger des Goldenen Vlieses.

## Familie
Er war seit 1756 mit Maria Louise Eleonore von Hessen-Rheinfels (* 18. April 1729; † 6. Januar 1800) verheiratet. Das Paar hatte folgende Kinder:
- Nikolaus Leopold (* 1. Juni 1760; † 16. März 1768)
- Konstantin Alexander Joseph Johann Nepomuk (* 22. November 1762; † 25. Februar 1828), 3. Herzog

⚭ 31. Dezember 1782 Viktoria Felizitas zu Löwenstein-Wertheim-Rochefort (* 2. Januar 1769; † 29. November 1786)
⚭ 4. Februar 1788 Gräfin Maria Walpurgis von Sternberg-Manderscheid (* 11. Mai 1770; † 16. Juni 1806)
⚭ 12. Juni 1810 Catharina Bender, ab 28. September 1830 Frau Salm de Loon durch den König von Preußen  (* 19. Januar 1791; † 13. März 1831)
- Ludwig (* 26. Mai 1765; † 23. Oktober 1765)
- Georg Adam Franz (* 26. Mai 1766; † 12. Juli 1834) K.u.K. Rittmeister
- Wilhelm Florentin Friedrich (* 28. September 1769; † 2. März 1824)  Kapitular in Köln, Straßburg und Speyer
- Ludwig Otto Oswald, (* 2. Juli 1772; † 5. Februar 1822) sardischer Oberst ⚭ Felicitas Moreno
- Maria Anna Henrietta (* 28. Oktober 1773; † 18. Januar 1776)